# Carl Burmester (Widerstandskämpfer, 1905)
Carl Burmester (* 29. April 1905 in Hamburg; † nach 1945) war ein deutscher Genossenschaftler und sozialdemokratischer Widerstandskämpfer.

## Leben
Carl Burmester entstammt einer Arbeiterfamilie und erlernte den Beruf des Klempners. 1924 wurde er Mitglied der SPD und engagierte sich später auch in deren Kampforganisation Reichsbanner. In der SPD erhielt er eine Funktion als „Bezirksführer“ im Distrikt Langenhorn.
Ab Mai 1931 war er Filialleiter der Hamburger Klempnerei-Betriebsgenossenschaft im Betriebsteil an der Tangstedter Landstraße 152. Als diese Klempner-Genossenschaft am 1. Dezember 1933 von den Nationalsozialisten aufgelöst wurde, kaufte Burmester den Betrieb. Da die Betriebsstätte auf einem städtischen Grundstück lag, verhandelte er mit der Verwaltung die Übernahme und er erreichte auch eine Zusage, weiterhin die Arbeiten im sanitärtechnischen Bereich in der Siedlung Langenhorn durchführen zu können. Die Nationalsozialisten machten allerdings zur Bedingung, dass er Mitglied der SA werde. Diese Forderung wies Burmester zurück und bekam deshalb weder die Genehmigung zur Betriebsführung, noch die Aufträge. Stattdessen wurde ihm zum Jahresende 1933 kurzfristig seine städtische Siedlungswohnung gekündigt.
Sein Freund und Genosse Bruno Lauenroth organisierte 1933 den sozialdemokratischen Widerstand in Langenhorn, indem er nach dem Parteiverbot eine SPD-Gruppe im Untergrund aufbaute. Dieser Gruppe schloss sich auch Burmester an. Am 19. Januar 1935 wurde Carl Burmester wegen Aufrechterhaltung der organisatorischen Strukturen der SPD und dem Verteilen von Flugblättern verhaftet. Am 19. Juli 1935 wurde er vom Hanseatischen Oberlandesgericht wegen „Vorbereitung zum Hochverrat“ zu einer anderthalbjährigen Gefängnisstrafe verurteilt. Am 19. Juli 1936 wurde er aus dem „Polizeigefängnis Fuhlsbüttel“ entlassen. Nach der Haftentlassung wurde es ihm untersagt, die Meisterprüfung abzulegen.
Von Dezember 1942 bis zum Mai 1945 war Burmester Soldat der Wehrmacht.